# Excerpt from “A Teenage Opera”
«Excerpt from “A Teenage Opera”» (también conocida como «Grocer Jack») es una canción interpretada por el músico británico Keith West. La canción fue escrita por Mark “Philwit” Wirtz y Keith “Hopkins” West, y se publicó como sencillo el 28 de julio de 1967 por Parlophone.
Originalmente prevista para el proyecto musical A Teenage Opera, la canción se convirtió en un hit single en Europa, alcanzando el puesto #2 en la lista de sencillos del Reino Unido.

## Historia
De acuerdo a Mark Wirtz, la canción proviene de un sueño que tuvo sobre un anciano tendero de puerta en puerta llamado Jack en un pequeño pueblo de principios del siglo XX, de quien los niños se burlaron porque el pueblo lo daba por sentado. Cuando Jack murió inesperadamente, la gente del pueblo reaccionó con ira por la inconveniencia de tener ahora que ser autosuficientes con sus provisiones básicas, mientras que los niños estaban desconsolados, en verdad habían amado y apreciado a Jack todo el tiempo.
Trabajando con el ingeniero de audio de EMI Geoff Emerick en los estudios Abbey Road en un proyecto llamado Mood Mosaic, Wirtz desarrolló la idea a la que llamó «Excerpt from “A Teenage Opera”» porque, según él: “De esa manera, si el sencillo es un éxito, la gente quiero un LP completo de toda la ópera”. La grabación utilizó las voces de niños de la Corona Academy, con Keith West de la banda Tomorrow, como vocalista principal, y su compañero de banda Steve Howe en la guitarra. Al principio, los ejecutivos de EMI criticaron el uso de voces infantiles en un disco supuestamente de “rock”, pero Wirtz reprodujo un acetato del disco para el DJ de Radio London John Peel, a quien le encantó y la tocó en su programa. Después de su eventual lanzamiento, escaló la lista de sencillos del Reino Unido, alcanzando el puesto #2 en septiembre de 1967 (detrás de «The Last Waltz» de Engelbert Humperdinck). El sencillo fue un gran éxito en Europa, pero en los Estados Unidos solo alcanzó la posición #109.
Según Wirtz, EMI trató el sencillo como una novedad única y se negó a dar el visto bueno para un álbum completo hasta que hubiera un segundo hit single. Wirtz rechazó una oferta de Robert Stigwood para ayudar a desarrollar el proyecto. Continuó trabajando en el proyecto, que pretendía ser “un caleidoscopio de historias, un ramillete de relatos alegóricos y tragicómicos sobre una variedad de personajes y su destino, todos relacionados entre sí por el hilo conductor de vivir en un mismo pueblo de principios de siglo imaginario. Cada personaje se distinguió por perseguir rebeldemente un sueño o un estilo de vida contra todo pronóstico y desafiando la conformidad, su eterna celebración de la juventud y la individualidad encarnando el espíritu mismo del Rock'n'Roll”. Sin embargo, Wirtz se vio envuelto en una disputa contractual con EMI, y el final de las estaciones de radio en alta mar en todo el Reino Unido con la introducción de BBC Radio 1 que provocó cambios en el enfoque de marketing de la empresa. El segundo sencillo de la propuesta Teenage Opera, «Sam», fue solo un éxito modesto, y Wirtz y West perdieron interés en el proyecto y terminaron su asociación laboral.
En 2000, Wirtz escribió: “Por excelencia, lo que mató a Teenage Opera fue la procrastinación ciega y obstinada y la tontería política de EMI, que finalmente nos tiró a todos a la mierda. Sin embargo, incluso en su forma incompleta y su fracaso final, Teenage Opera entró en los libros de historia como una antorcha brillante y una estrella resplandeciente, habiendo sentado un precedente y derribado barreras para allanar el camino para que otros tengan éxito donde yo fracasé”.

## Posicionamiento
| Gráfica (1967–68)                                     | Pico de posición |
| ----------------------------------------------------- | ---------------- |
| Alemania (Official German Charts)                     | 2                |
| Australia (Kent Music Report)                         | 49               |
| Austria (Ö3 Austria Top 40)                           | 11               |
| Bélgica (Flandes) (Ultratop 50 Singles)               | 2                |
| Estados Unidos (Billboard Bubbling Under the Hot 100) | 109              |
| Irlanda (Irish Singles Chart)                         | 3                |
| Nueva Zelanda (Listener)                              | 10               |
| Países Bajos (Nederlandse Top 40)                     | 1                |
| Países Bajos (Single Top 100)                         | 1                |
| Reino Unido (UK Singles Chart)                        | 2                |